# Signature Aviation
Pour les articles homonymes, voir Signature (homonymie).
 (janvier 2021).
Signature Aviation (Signature Aviation Plc) est une entreprise britannique de services aéroportuaires pour jets privés.

## Historique

### 2021: rachat
En 2021, plusieurs acteurs montrent leur intérêt pour le rachat de Signature Aviation. Cascade Investment annonce le probable rachat par Bill Gates et la société Blackstone, tandis que Global Infrastructure Partners présente une offre valorisée à 4,626 milliards d'euros pour l'ensemble du groupe. 
Une autre offre est déposée quelque temps après par le groupe Carlyle pour acheter le département de réparation des moteurs et non pas toute l'entreprise. Cette entité est à vendre depuis 2018. Mais finalement Carlyle retire son offre peu après.